# Under the Dog
Under the Dog (lett. "Sotto il cane") — sottotitolato Our Enemy Is the Light of Humanity (lett. "Il nostro nemico è la luce dell'umanità") — è un progetto anime indipendente, prodotto dalla Kinema Citrus e diretto da Masahiro Andō, che è stato pubblicato il 1º agosto 2016.

## Trama
Ambientata a Neo Tokyo nell'anno 2025, la storia mostra una realtà condizionata da un grave attacco terroristico che cinque anni prima colpì i giochi di Tokyo 2020. In questo universo alternativo, gli studenti dotati di poteri speciali sono costretti a unirsi a un'unità anti-terroristica d'elite di proprietà delle Nazioni Unite. Il loro compito è affrontare altri individui dalle capacità sovrannaturali, ma in caso di fallimento, sia essi che le loro famiglie verranno uccisi tramite delle bombe installate nelle loro teste. Tra di questi vi è anche Anthea Kallenberg, una ragazza svedese nell'unità di operazioni segrete, che cerca di scoprire chi è veramente.

## Produzione
Under the Dog sarà inizialmente composto da un unico episodio anime di ventiquattro minuti, a cui in seguito ne seguiranno altri. Finanziato tramite Kickstarter, entro il 7 settembre 2014 il budget accumulato ha raggiunto gli 878.028 dollari, contro i 580.000 minimi inizialmente richiesti. Il progetto è stato concepito come una serie televisiva anime di due stagioni, ma i produttori hanno anche preso in considerazione di adattare la storia in un lungometraggio. Kinema Citrus è lo studio responsabile dell'animazione, mentre la computer grafica 3D verrà creata dalla Orange Co. Nello staff vi sono: Yukinori Kitajima come responsabile della sceneggiatura, Masahiro Andō come responsabile della direzione, Yūsuke Kozaki come character e mecha designer, Keiichi Momose come direttore dell'audio, John Kurlander come tecnico di registrazione e missaggio, Kevin Penkin come compositore della colonna sonora e Jirō Ishii come ideatore e autore del soggetto della storia.
Il produttore originario del progetto, Hiroaki Yura, aveva affermato che la creatività, nell'ambito della produzione anime, è spesso limitata dalla tendenza dei comitati di produzione di non correre rischi, ecco perché egli sperava, con Under the Dog, di ispirare altri produttori di anime a cercare finanziamenti indipendenti. Tuttavia a gennaio 2015, Yura e la Creative Intelligence Arts hanno abbandonato il progetto, lasciando la produzione dell'anime nelle mani di Kōji Morimoto e della Kinema Citrus. Il progetto è stato approvato anche da Hideo Kojima e da Hiroshi Matsuyama (AD della CyberConnect2).